# Antiga Fàbrica de Guix
L'antiga Fàbrica de Guix és un edifici d'Igualada (Anoia) inclòs a l'Inventari del Patrimoni Arquitectònic de Catalunya.

## Descripció
És una antiga fàbrica modernista de la segona època d'aquest estil a la ciutat, on el més característic és la utilització del totxo vermell per a la construcció dels elements compositius, que a la vegada, fan de decoració situant-se preferentment a les motllures de les finestres i portes formant arcs falsos escalonats. El conjunt industrial era format per dues naus industrials i una tercera dependència a banda.